# 塘底乡
塘底乡，是中华人民共和国湖南省永州市双牌县下辖的一个乡镇级行政单位。

## 行政区划
塘底乡下辖以下地区：
麻滩村、黄泥山村、塘底村、刘家寨村、下坪村、珍珠村、上北村、天坪村、通福村、低水坪村、玉泉村和清水村。